# لورانس لوسي
لورانس لوسي (بالإنجليزية: Lawrence Lucie)‏ هو عازف قيثارة جاز أمريكي، ولد في 18 ديسمبر 1907 في إمبوريا في الولايات المتحدة، وتوفي في 14 أغسطس 2009 في مانهاتن في الولايات المتحدة.

## وصلات خارجية
- لورانس لوسي على موقع ميوزك برينز (الإنجليزية)
- لورانس لوسي على موقع أول ميوزيك (الإنجليزية)
- لورانس لوسي على موقع ديسكوغز (الإنجليزية)